# Grão (fotografia)
Grão ou granulação de um filme fotográfico aplica-se aos antigos filmes de película foto-química. Os grãos (cristais) formados por haletos de prata são expostos à luz por um pequeno período de tempo e são sensibilizados na presença dela. Esse princípio de sensibilizar compostos químicos sensíveis à luz deu origem aos primórdios da fotografia em preto e branco.

## Glanularidade RMS

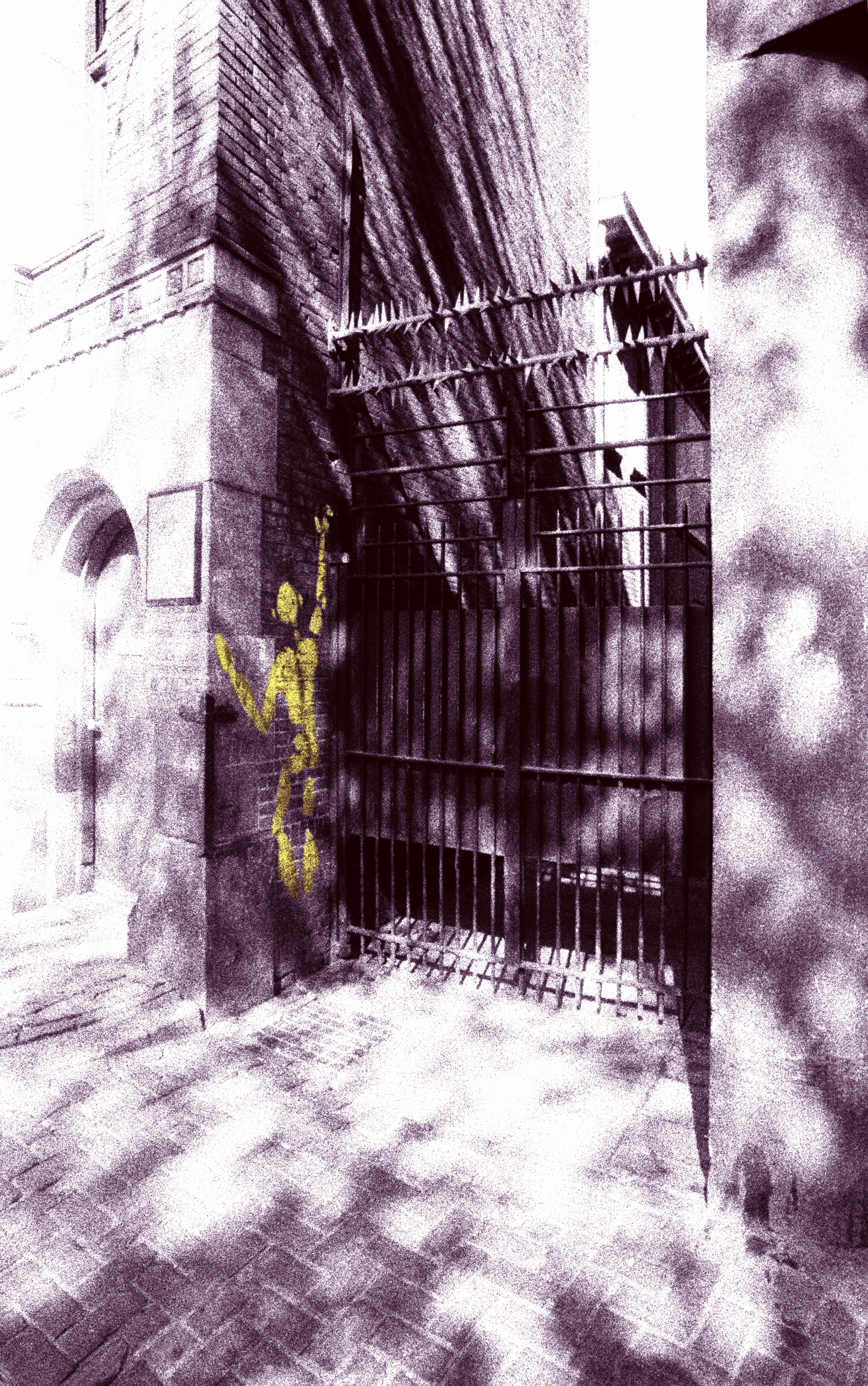
Film Recording 1000 ISO Amsterdam, Red Ligth District, Graffiti 1996

Glanuridade, ou glanuridade RMS, é uma quantificação numérica do ruído do grão fotográfico e é igual ao valor rms (do inglês root-mean-square) das flutuações na densidade ótica medidos com um densitômetro de abertura de 0.048 mm (48-micrômetos) num filme que foi exposto e revelado com uma densidade média de 1.0 (ou seja, que transmite 10% da luz que incide no filme revelado). A glanuralidade RMS de um filme de película pode ser comparada à qualidade de resolução do filme: quando menor a glanuralidade RMS, melhor a resolução. A sensilibidade dos filmes de película ISO 25, ISO 50, ISO 100, ISO 400, etc normalmente é obtida mediante compromisso com a granularidade do filme: filmes ISO 100 precisam de mais luz para serem sensibilizados mas permitem ampliações com melhor definição; filmes ISO 1000 precisam de pouca luz, mas a glanuralidade é mais aparente nas ampliações.

## Puxar o grão
"Puxar o grão" é uma técnica que já foi bastante explorada por antigos fotógrafos que utilizavam películas P&B. Na fotografia P&B o processo de revelação e ampliação é simples e pode ser realizado artesanalmente. A técnica de "puxar o grão" consiste basicamente de utilizar um filme, por exemplo, ISO 400 e expô-lo como se fosse ISO 800 no momento de clicar uma cena. A sub-sensibilização do filme, que foi exposto a pouca luz no momento do clique é compensada por um tempo adicional na revelação do filme; com essa técnica a granulação do filme (película) fica evidente na ampliação final. Na fotografia digital o efeito é semelhante a se fotografar uma cena com pouca luz e corrigir-se artificialmente o gama, brilho e contraste para que a cena apareça junto com um certo ruído de fundo. O princípio do ruído de grão de película, contudo, é diferente do ruído eletrônico gerado pelos sensores de câmeras digitais sob baixa iluminação.